# Octomeria auriculata
Octomeria auriculata är en orkidéart som beskrevs av Carlyle August Luer och Stig Dalström. Octomeria auriculata ingår i släktet Octomeria och familjen orkidéer.
Artens utbredningsområde är Ecuador. Inga underarter finns listade i Catalogue of Life.